# Arnold Janssen
Arnold Janssen, född 5 november 1837 i Goch, död 15 januari 1909 i Steyl, var en tysk präst och missionär. Han vördas som helgon inom Romersk-katolska kyrkan, med minnesdag den 15 januari.
Arnold Janssen hade en särskild vördnad för Jesu heliga hjärta och grundade år 1875 Guds Ords sällskap (Societas Verbi Divini), en missionskongregation. År 1889 bildade han även Den Helige Andes missionssystrar (Servae Spiritus Sancti) och år 1896 Den Helige Andes tillbedjanssystrar (Servarum Spiritus Sancti de Adoratione Perpetua).

## Bilder
| - Helige Arnold Janssens grav i Missiehuis St. Michaël i Steyl. |